# Tomislav Lauc
Tomislav Lauc (Zagreb, 3. svibnja 1974.) hrvatski stomatolog, ortodont, antropolog, sveučilišni profesor.

## Životopis
Rani život
Rođen je u Zagrebu gdje je završio osnovnu i srednju školu te osnovnu glazbenu školu.
Obrazovanje
Diplomirao je stomatologiju na Stomatološkom fakultetu u Zagrebu 1997. godine. Magistrirao je 2000. godine nakon poslijediplomskih studija na Stomatološkom fakultetu u Zagrebu i Prirodoslovno-matematičkom fakultetu u Zagrebu.  Od 1999. – 2001. boravi na Sveučilištu u Beču u sklopu poslijediplomske edukacije. Doktorirao je 2003. godine iz područja ortodoncije i antropologije.
 Specijalizirao je ortodonciju na Kliničkom bolničkom centru Zagreb 2006. godine.
Od 2013. godine stalni je sudski vještak iz područja stomatologije.
Zaposlenje
Od 1998. do 2006. godine radio je na Institutu za antropologiju u Zagrebu.
 
Od 2006. godine do danas radi u Stomatološkoj poliklinici Apolonija.

Sveučilišna djelatnost i znanstvena i nastavna zvanja
Od 1998. do 2003. godine radi u znanstvenom zvanju asistenta, a od 2003. znanstvenog suradnika u humanističkim znanostima. Od 2011. godine viši je znanstveni suradnik u biomedicinskim, a od 2019. i u humanističkim znanostima.
Od 2014. u zvanju je docenta, a od 2019. je izvanredni profesor.

Od 2011. do 2019. godine predaje na Studiju antropologije na Filozofskom fakultetu u Zagrebu. Voditelj je kolegija "Dentalna antropologija". 

Od 2015. godine predaje na specijalističkom studiju iz dentalne implantologije na Stomatološkom fakultetu u Zagrebu kao voditelj kolegija "Trodimenzijske dijagnostičke metode u dentalnoj implantologiji".

Od 2014. gostujući je profesor iz ortodoncije i dentalne radiologije na Stomatološkom fakultetu s klinikama Univerziteta u Sarajevu. 
Dužnosti u znanstvenim i stručnim društvima
- 2010. – danas Hrvatsko društvo ortodonata HLZ, predsjednik
- 2015. – danas Hrvatsko stomatološko društvo, član Izvršnog odbora
- 2014. – 2022 European Academy for Dento Maxillo Facial Radiology (EADMFR), član Središnjeg odbora i Odbora za specijalizacije

- 1998. – danas član ili predsjednik 45 organizacijskih ili znanstvenih odbora hrvatskih i međunarodnih skupova i kongresa

## Članci i znanstveni rad
- Autor je u više od 30 znanstvenih radova u međunarodnim znanstvenim časopisima i 50 kongresnih priopćenja u znanstvenim zbornicima.
- Recenzent je u više međunarodnih znanstvenih časopisa.
- Glavni je urednik međunarodnog znanstvenog časopisa South European Journal of Orthodontics and Dentofacial Research.[4]

## Knjige
Autorske knjige
- Dentalna i kraniofacijalna antropologija, Alfa, 2019. (koautor Čuković-Bagić, I. i sur.)
- Rendgenska kefalometrija, Školska knjiga, 2014. (koautori Muretić, Ž. i Ferreri, S.)

Poglavlja u knjigama
- Radiološka dijagnostika kod djece u Dijete u stomatološkoj ordinaciji (Zukanović, A.; Nakaš, E.), Univerzitet u Sarajevu, Sarajevo, 2018.
- Cone Beam Computer Tomography Diagnostics in the Anthropological Variation of the Temporomandibular Joint and Temporomandibular Disorders u Modern Electrodiagnostic Methods and their Application in Persons with Temporomandibular Disorders (ur. Jerolimov, V.), Hrvatska akademija znanosti i umjetnosti, Zagreb, 2014.

## Nagrade i priznanja
- Diploma Hrvatskog liječničkog zbora, Zagreb, 2017.
- Ambassador of Excellence to BSCOSO 2015, The 2nd Baltic Sea Conference on Orthognatic Surgery and Orthodontics, Riga, 2015.
- Incognito 1st Prize, S.I.D.O., Florence, 2009.
- The Albert A. Dahlberg Prize, Dental Anthropology Association (DAA), Phoenix, 2002.